# Красовский, Николай Константинович (священник)
Николай Константинович Красовский (7 мая 1876, Владимирская губерния — 31 января 1938, Бутовский полигон, Московская область) — священник, святой Русской православной церкви, причислен к лику святых как священномученик в 2001 году для общецерковного почитания.

## Родственники
- Отец: Константин Васильевич Красовский в 1850 году окончил Владимирскую духовную семинарию, рукоположён во священника и с 1854 года служил в Успенском храме погоста Воинова Гора. Скончался 2 июня 1891 года.
- Брат: Сергей Константинович Красовский в 1884 году окончил Владимирскую духовную семинарию, рукоположён во священника и с 1887 года служил в церкви с. Дулёва Покровского уезда.
- Брат: Александр Константинович Красовский в 1886 г. окончил Владимирскую духовную семинарию, рукоположён во священника и с 1891 года служил в Успенском храме погоста Воинова Гора.

## Биография
Родился в селе Воинова Гора Покровского уезда Владимирской губернии в семье священника. После окончания Владимирской духовной семинарии учительствовал в Городищевской школе при станции Усад. Во время Первой мировой войны служил санитаром в 10-м сводном госпитале в Москве, после чего вернулся к учительской работе. В 1922 году храм в селе был закрыт, превращен в клуб. За отказ исполнить кощунственное распоряжение властей водить в этот клуб учащихся Николай Константинович был уволен.
В 1924 году был рукоположён в диакона к Успенскому храму в селе Воинова Гора. В 1931 году отказался служить с обновленцами. В 1932 году был рукоположён в священника церкви села Кабаново Орехово-Зуевского района. Всегда сострадал бедным и страждущим, помогая продовольствием людям, оставшимся без средств к существованию.

## Арест и мученическая кончина
18 января 1938 года отслужил всенощную под Богоявление и в ту же ночь был арестован и заключен в Таганскую тюрьму в Москве. Фрагмент допроса:

— Обвиняемый Красовский, следствие располагает данными о том, что вы среди населения и верующих проводили антисоветскую агитацию, направленную против мероприятий советской власти. Вы признаете это?
— Нет, этого я не признаю.
— Вы показываете неправду. Следствию известно о том, что вы летом 1937 года агитировали против новой конституции, распространяя о ней клевету.
— Нет, этого я также не признаю.
— Вы опять показываете неправду. В июне 1937 года вы распространяли клевету о колхозах, о якобы плохой жизни в колхозах.
— Этого я также не признаю.
— Следствию также известно, что вы вели повстанческую агитацию среди жителей села Воинова Гора. Признаете ли вы это?

— Этого также не было. И вообще никакой антисоветской агитации я не вел.
Спустя несколько дней, постановлением от 25 января 1938 года, особая тройка УНКВД по Московской области приговорила отца Николая к расстрелу. Расстрелян 31 января 1938 года и погребен в общей безвестной могиле на Бутовском полигоне.

## Канонизация
Причислен к лику святых новомучеников и исповедников Российских для общецерковного почитания постановлением Священного Синода 17 июля 2001 года для общецерковного почитания.
День памяти: 18/31 января и в Соборе новомучеников и исповедников Российских.